# Jozef Malovec
Jozef Malovec (* 24. März 1933 in Hurbanovo; † 7. Oktober 1998 in Bratislava) war ein slowakischer Komponist.

## Leben
Im südwestslowakischen Hurbanovo geboren, zog Jozef Malovec mit seiner Familie zunächst nach Topoľčany und schließlich nach Nitra, wo er das Gymnasium besuchte. Noch während der Schulzeit erhielt Privatunterricht in Harmonielehre und Kontrapunkt bei Ján Zimmer. Nach der Matura begann er 1952 ein Kompositionsstudium bei Alexander Moyzes an der Akademie der Darstellenden Künste, der nunmehrigen Hochschule für Musische Künste Bratislava (Vysoká škola múzických umení v Bratislave – VŠMU), das er ab 1954 an der Akademie der musischen Künste in Prag bei Jaroslav Řídký und Vladimír Sommer fortsetzte. 1965 nahm er an den Internationalen Ferienkursen für Neue Musik in Darmstadt teil. 1957–1981 arbeitete er als Redakteur und Dramaturg des Tschechoslowakischen Rundfunks in Bratislava. 1977 folgte er ebendort dem nach Österreich emigrierten Peter Kolman als Leiter des Studios für elektronische Musik.
Für Jozef Malovec standen tonale Mittel und Dodekaphonie, romantische Tradition und moderne Sachlichkeit, akustische Musik und Elektronik gleichberechtigt nebeneinander. Er gilt als Autor der ersten slowakischen elektroakustischen Komposition Orthogenesis, die 1969 den dritten Preis beim Wettbewerb des Darmouth College Hanover in den USA errang. Eine wichtige Rolle in seinem Schaffen spielt Musik für Dokumentar-, Animations- und Spielfilme. Wie viele andere slowakische Komponisten bediente er sich auch oft Materials aus der Volksmusik des Landes als Grundlage für eigene Werke und Bearbeitungen.

## Preise und Auszeichnungen (Auswahl)
- 1968: Preis der tschechoslowakischen Musikkritik für elektronische Komposition
- 1968: 3. Preis beim Wettbewerb des Darmouth College Hanover (New Hampshire, USA) für Orthogenesis
- 1980: Preis des Slowakischen Komponistenverbandes
- 1989: Titel „Verdienter Künstler“[5]
- 1998: Anerkennungspreis des slowakischen Kulturministeriums

## Werke (Auswahl)

### Chor und Orchester
- Uliana für gemischten Chor und Orchester (1982)

### Vokalstimme und Orchester
- Päť národných piesní (Fünf nationale Lieder) nach Volksliedern für Alt und Orchester (1975)
- Ballade nach einem Volkslied für Alt und Orchester (1975)
- Musik nach einem Text von Helena Malovcová für Bass und Kammerorchester (1977)

### Orchesterwerke
- Scherzo (1956)
- Predohra (Ouvertüre) (1957)
- Bagatellen (1961)
- Konzertmusik (1967)
- Preludio alla valse (1975)
- Postludium (1977)
- Sinfonie Nr. 1 (1988)
- Sinfonie Nr. 2 (1989)

### Soloinstrument und Orchester
- Óda (Ode) für Klavier und Orchester (1979)
- Kurucké tance (Kuruzen-Tänze) für zwei Zymbale und Streichorchester

### Kammerorchester
- Dve časti (Zwei Sätze) für kleines Orchester (1962/1963)
- Divertimento per archi für Streichorchester (1980)
- Kammersinfonie (1980)
- Zemianske tance Nr. 1–7 nach Melodien aus der Uhrovecker Sammlung für Streichorchester (1987–1990)

### Kammermusik
- Kassation für Flöte, Oboe, Klarinette und Fagott (1953)
- Drei Bagatellen für Streichquartett (1962)
- Malá komorná hudba (Kleine Kammermusik) für sieben Spieler (1964, rev. 1979)
- Kryptogramm I für Bassklarinette, Schlagzeug und Klavier (1964/1965)
- Streichquartett Nr. 1 „Meditazioni notturne e coda“ (1976)
- Divertimento für Bläserquintett (1976)
- Avvenimento ricercado für zwei Streichquartette und Bläserquintett (1978)
- Streichquartett Nr. 2 (1980)
- Drei Inventionen für Bläserquintett (1983)
- Pastorale für Oboe, Klarinette und Fagott (1984)
- Streichquartett Nr. 3 (1985)
- Malá poetická suita (Kleine poetische Suite) für drei Klarinetten (1985)
- Streichquartett Nr. 4 (1986)
- Streichquartett Nr. 5 „Symmetrische Musik“ (1987)
- Lyrische Suite für Bläserquintett (1988)
- Streichquartett Nr. 6. „Drei Meditationen am Grab von Matúš Černák“ (1996)
- Streichquartett Nr. 7 (1997)

### Zwei Instrumente
- Canzona für Flöte und Gitarre (1976)
- Canto die speranza für Violine und Klavier (1979)
- Melancholische Romanze für Violine und Klavier (1979)
- Amoroso für Violine und Klavier (1981)
- Epigramme für Violine und Gitarre (1984)
- Baladická impresia für Viola und Klavier (1987)
- Capriccio für Violine und Viola (1987)
- Epitaph für Viola und Klavier (1988)

### Klavier solo
- Sonatine Nr. 1 (1954)
- Sonatine Nr. 2 (1956)
- Päť pokojných skladieb (Fünf stille Stücke) (1980)
- Poetické meditácie (Poetische Meditationen) (1981)
- Zwei lyrische Stücke in memoriam Alfredo Casella (1983)
- Partita (1986)
- Vier Präludien (1987–1988)

### Orgel solo
- Postludio serale (1980)
- Quasi una sonata (1983)
- Preludium a enigmatická fantázia (1985–1986)
- Concerto da chiesa (1988)
- Introduzione e corrente (1988)
- Preludium e toccata (1988)
- Letné prelúdiá (Sommerpräludien) (1990)

### Diverse Instrumente solo
- Poem für Violine „in memoriam Dmitri Schostakowitsch“ (1977)
- Optimalizácia (Optimierung) für Klarinette (1982)

### Vokalstimme mit Instrumenten
- Dve duchovné piesne (Zwei geistliche Lieder) für hohe Stimme und Orgel (1987–1989)
- Na týchto miestach (Auf diesen Plätzen) nach einem Text von Helena Malovcová für Sprecher, Cembalo und Streichquartett (1990)

### Chor a cappella oder mit Instrumenten
- Kysucké piesne (Lieder aus Kysuce) für gemischten Chor a cappella (1977)
- Hubársky zbor (Pilzsammlerchor) nach einem Text von Tibor Grünner für gemischten Chor und Klavier (1978)
- Prašnica. Madrigal nach einem Text von Helena Malovcová für Frauenchor, Schlagzeug und Tonband (1979)
- Rok s písní (Ein Jahr mit Liedern) nach Texten von Jaroslav Balík für Kinderchor und Schlagzeug (1981)
- Ave Maria für Frauenchor a cappella (1993)

### Elektroakustische Kompositionen
- Orthogenesis (1967)
- Tmel für Oboe, Horn, Fagott und Elektronik (1968)
- Punctum Alfa (1968)
- Tabu (1970)
- Theorema (1971)
- B-A-C-H (1979)
- Záhrada radostí (Garten der Freude) (1982)
- Elegisches Konzert für Klarinette und Elektronik (1988)
- Ave maris stella für Sopran und Elektronik (1995)
- Intráda pre Devín für Sopran, Trompete, Horn, Posaune und Elektronik (1996)

### Filmmusik
- Výhybka. Musik zu dem Spielfilm, Regie: Ján Lacko (1963)
- Prípad pre obhajcu. Musik zu dem Spielfilm, Regie: Martin Hollý jun. (1964)
- Slnečný kúpeľ. Musik zu dem Fernsehfilm, Regie: Vladimír Bahna[6] (1964)
- Námestie svätej Alžbety. Musik zu dem Spielfilm, Regie: Vladimír Bahna (1965)
- Rekviem za rytierov. Musik zu dem Spielfilm, Regie: Jozef Zachar (1970)
- Človek na moste (Der Mann auf der Brücke[7]). Musik zu dem Spielfilm, Regie: Ján Lacko (1972)
- Obrazy starého sveta. Musik zu dem Dokumentar-Spielfilm, Regie: Dušan Hanák[8] (1972)
- Ďaleko je do neba. Musik zu dem Spielfilm, Regie: Ján Lacko (1973)
- Džarkovia. Musik zu dem Fernsehfilm, Regie: Otakar Krivánek (1973)
- Srdce na lane (Herz am Seil[9]). Musik zu dem Spielfilm, Regie: Otakar Krivánek (1973)
- Miesto v dome. Musik zu der Fernsehserie, Teil I–VI, Regie: Ján Lacko (1973/1975)
- Naši synovia. Musik zu der Fernsehserie, Teil I–VI, Regie: Ján Lacko (1974)
- Rozdelení. Musik zu dem Spielfilm, Regie: Ján Lacko (1976)
- Príbeľská vzbura Janka Kráľa. Musik zu dem Fernsehfilm, Regie: Eduard Grečner[10] (1978)
- Vianoce Adama Boronču. Musik zu dem Fernsehfilm, Regie: František Chmiel (1988)
- Jaškov sen. Musik zu dem Spielfilm, Regie: Eduard Grečner (1997)

Weiters Musik zu Dokumentar- und Trickfilmen, Theatermusik, pädagogische Stücke, Volksmusikarrangements

## CD-Diskographie (Auswahl)
- Orthogenesis, Theorem – auf: Elektroakustická Hudba (Slowakischer Rundfunk/Radio Bratislava, CD 1992)
- Cryptogram I – VENI ensemble, Leitung: Tonino Battista – auf: VENI ensemble (Slowakischer Musikfonds, CD 1992)
- Streichquartett Nr. 4 – Josef Skořepa und Anton Lehotský (Violine), Juraj Petrovič (Viola), Peter Šochman (Violoncello) – auf: Chamber Music 1 (Slowakischer Musikfonds, 1993)
- Kammersinfonie, Quasi una sonata, Sinfonie Nr. 2 –  Tschechoslowakisches Radiosinfonieorchester Bratislava, Dirigent: Ondrej Lenárd;  Katarína Hanzelová (Orgel);  Slowakisches Radiosinfonieorchester, Dirigent: Marián Vach – auf: Jozef Malovec: A portrait of the composer (Slovak Radio Records, 1995)
- Streichquartett Nr. 5 – Moyzes-Quartett auf: Moyzes Quartet – contemporary slovak quartet (Slowakischer Musikfonds, 1998)
- Poem für Violine solo – Milan Paľa (Violine) – auf: Violin Solo 4 – Milan Paľa (Pavlík Records, 2012)
- Theorem – Experimentálne štúdio Bratislava, Peter Janík, Ján Backstuber – auf: Experimental Studio Bratislava Series 1 (VŠMU, CD 2015)
- Malá komorná hudba – EnsembleSpectrum, Dirigent: Matej Sloboda – auf: EnsembleSpectrum Avant-garde of the ‘60s (Slowakischer Musikfonds, 2021)[12]